# Roquemaure (Tarn)
Roquemaure település Franciaországban, Tarn megyében. Lakosainak száma 468 fő (2022. január 1.). Roquemaure Bessières, Buzet-sur-Tarn, Mirepoix-sur-Tarn, Grazac, Mézens és Montvalen községekkel határos.

## Népesség
A település népessége az elmúlt években az alábbi módon változott:
| Lakosok száma | 413  | 435  | 449  | 450  | 457  | 458  | 468  | 471  | 468  |
|               | 2013 | 2015 | 2016 | 2017 | 2018 | 2019 | 2020 | 2021 | 2022 |